# ニック・グリーンウッド
ニコラス・グリーンウッド（Nicholas Greenwood, 1987年9月28日 - ）は、アメリカ合衆国・コネチカット州サウシングトン出身の元プロ野球選手（投手）。左投右打。

## 経歴

### プロ入りとパドレス傘下時代
2009年のMLBドラフトでサンディエゴ・パドレスから14巡目（全体414位）指名され、6月16日に契約。契約後、傘下のA-級ユージーン・エメラルズで17試合に登板し、4勝1敗5セーブ・防御率1.71だった。9月にA級フォートウェイン・ティンキャップスへ昇格し、3試合に登板した。
2010年はA級フォートウェインで21試合に登板し、4勝4敗1セーブ・防御率4.15だった。

### カージナルス時代
2010年7月31日にセントルイス・カージナルス、クリーブランド・インディアンス間の三角トレードで、カージナルスへ移籍した。移籍後は傘下のA級クァッドシティズ・リバーバンディッツで11試合に登板し、1勝0敗・防御率1.16だった。
2011年はA+級パームビーチ・カージナルスで開幕を迎え、2試合に登板後、AA級スプリングフィールド・カージナルスへ昇格。AA級スプリングフィールドでは59試合に登板し、2勝4敗2セーブ・防御率4.31だった。
2012年はAAA級メンフィス・レッドバーズで49試合に登板し、4勝3敗、防御率4.40だった。
2013年はAAA級メンフィスで開幕を迎え、6試合に登板したが、防御率6.75と結果を残せず、5月4日にAA級スプリングフィールドへ降格。AA級スプリングフィールドでは11試合に登板し、3勝4敗・防御率3.98だった。6月27日にAAA級メンフィスへ再昇格し、16試合に登板。1勝6敗・防御率5.31だった。
2014年もAAA級メンフィスで開幕を迎え、22試合に登板。3勝3敗・防御率2.61とまずまずの成績を残し、6月15日にカージナルスとメジャー契約を結んだ。翌16日のニューヨーク・メッツ戦でメジャーデビュー。1点リードの5回表から登板し、3.1回を2安打1失点の内容で、メジャー初勝利を挙げた。昇格後は9試合に登板したが、7月23日にケビン・シーグリストが故障者リストから復帰したため、AAA級メンフィスへ降格。8月8日にジェイソン・モットが故障者リスト入りしたため、メジャーへ再昇格。7試合に登板後、8月31日にAAA級メンフィスへ降格したが、9月2日に再昇格した。9月28日のアリゾナ・ダイヤモンドバックス戦では初先発を果たした。この年は19試合に登板し、2勝1敗・防御率4.75だった。
2015年は、7月11日に25人ロースター入りしたが、同日のピッツバーグ・パイレーツ戦で1アウトも取れないまま2失点を喫し敗戦投手となった。7月17日にAAA級メンフィスに降格、9月2日に再昇格したが登板はなく、9月9日にDFAとなり、9月11日に40人枠から外れる形でAAA級メンフィスに降格した。11月6日にFAとなった。

### カブス傘下時代
2016年1月25日、シカゴ・カブスとマイナー契約を結び、AAA級アイオワ・カブスに配属された。3月26日にFAとなった。

### ツインズ傘下時代
2016年5月5日、ミネソタ・ツインズとマイナー契約を結び、AA級チャタヌーガ・ルックアウツに配属され、6月5日にAAA級ロチェスター・レッドウイングスに昇格したが、メジャー昇格には至らず、11月7日にFAとなった。
2017年1月6日、ツインズとマイナー契約を結び、同年のスプリングトレーニングに招待選手として参加することになった。

## 詳細情報

### 年度別投手成績 (MLB)
| 年 度     | 球 団     | 登 板 | 先 発 | 完 投 | 完 封 | 無 四 球 | 勝 利 | 敗 戦 | セ 丨 ブ | ホ 丨 ル ド | 勝 率 | 打 者 | 投 球 回 | 被 安 打 | 被 本 塁 打 | 与 四 球 | 敬 遠 | 与 死 球 | 奪 三 振 | 暴 投 | ボ 丨 ク | 失 点 | 自 責 点 | 防 御 率 | W H I P |
| --------- | --------- | ----- | ----- | ----- | ----- | -------- | ----- | ----- | -------- | ----------- | ----- | ----- | -------- | -------- | ----------- | -------- | ----- | -------- | -------- | ----- | -------- | ----- | -------- | -------- | ------- |
| 2014      | STL       | 19    | 1     | 0     | 0     | 0        | 2     | 1     | 0        | 1           | .667  | 145   | 36.0     | 36       | 5           | 5        | 1     | 1        | 17       | 0     | 0        | 19    | 19       | 4.75     | 1.13    |
| 2015      | STL       | 1     | 0     | 0     | 0     | 0        | 0     | 1     | 0        | 0           | .000  | 2     | 0.0      | 2        | 1           | 0        | 0     | 0        | 0        | 0     | 0        | 2     | 2        | ----     | ----    |
| 通算：2年 | 通算：2年 | 20    | 1     | 0     | 0     | 0        | 2     | 2     | 0        | 1           | .500  | 147   | 36.0     | 38       | 6           | 5        | 1     | 1        | 17       | 0     | 0        | 21    | 21       | 5.25     | 1.19    |

### 背番号
- 62 (2014年 - 2015年)